# Beechwood (Míchigan)
Beechwood es un lugar designado por el censo ubicado en el condado de Ottawa en el estado estadounidense de Míchigan. En el Censo de 2010 tenía una población de 3015 habitantes y una densidad poblacional de 433,72 personas por km².

## Geografía
Beechwood se encuentra ubicado en las coordenadas 42°47′46″N 86°7′25″O / 42.79611, -86.12361. Según la Oficina del Censo de los Estados Unidos, Beechwood tiene una superficie total de 6.95 km², de la cual 4.66 km² corresponden a tierra firme y (32.9%) 2.29 km² es agua.

## Demografía
Según el censo de 2010, había 3015 personas residiendo en Beechwood. La densidad de población era de 433,72 hab./km². De los 3015 habitantes, Beechwood estaba compuesto por el 81.66% blancos, el 3.08% eran afroamericanos, el 0.4% eran amerindios, el 3.95% eran asiáticos, el 0.03% eran isleños del Pacífico, el 6.07% eran de otras razas y el 4.81% pertenecían a dos o más razas. Del total de la población el 19.6% eran hispanos o latinos de cualquier raza.